# Antonio Tiberi
Antonio Tiberi (ur. 24 czerwca 2001 we Frosinone) – włoski kolarz szosowy.

## Osiągnięcia
Opracowano na podstawie:

2018
- 2. miejsce w Trofeo Città di Loano
- 1. miejsce w klasyfikacji młodzieżowej Wyścigu Pokoju Juniorów
- 3. miejsce w mistrzostwach Europy juniorów (jazda indywidualna na czas)
- 2. miejsce w mistrzostwach Włoch juniorów (jazda indywidualna na czas)

2019
- 1. miejsce na etapach 2a i 3. Wyścigu Pokoju Juniorów
- 1. miejsce w Trofeo Guido Dorigo
- 3. miejsce w mistrzostwach Włoch juniorów (jazda indywidualna na czas)
- 1. miejsce w klasyfikacji górskiej Giro della Lunigiana
- 1. miejsce w mistrzostwach świata juniorów (jazda indywidualna na czas)

2020
- 3. miejsce w mistrzostwach Włoch do lat 23 (jazda indywidualna na czas)
- 1. miejsce w Trofeo Città di San Vendemiano

2021
- 3. miejsce w Tour de Hongrie

2022
- 1. miejsce na 5. etapie Tour de Hongrie

2024
- 3. miejsce w Tour of the Alps
  - 1. miejsce w klasyfikacji młodzieżowej
- 5. miejsce w Giro d’Italia
  - 1. miejsce w klasyfikacji młodzieżowej
- 1. miejsce w Tour de Luxembourg

2025
- 3. miejsce w Tirreno-Adriático
- 2. miejsce w Tour de Pologne

## Rankingi
| Rok             | 2020 | 2021 | 2022 | 2023 | 2024 |
| --------------- | ---- | ---- | ---- | ---- | ---- |
| World Ranking   | 753. | 586. | 484. | 188. | 38.  |
| UCI Europe Tour | 604. | 471. | 385. | -    | 29.  |
|                 |      |      |      |      |      |
| Źródło: UCI     |      |      |      |      |      |